# Буківська сільська рада (Виноградівський район)
| Буківська сільська рада — колишній орган місцевого самоврядування у Виноградівському районі Закарпатської області з адміністративним центром у с. Букове. Сільській раді були підпорядковані населені пункти: - с. Букове |

## Склад ради
Рада складалася з 16 депутатів та голови.

## Керівний склад сільської ради
| ПІБ                    | Основні відомості                                                 | Дата обрання | Дата звільнення |
| ---------------------- | ----------------------------------------------------------------- | ------------ | --------------- |
| Петровка Юрій Юрійович | Сільський голова, 1975 року народження, освіта, безпартійний      | 26.03.2006   | 31.10.2010      |
| Петровка Юрій Юрійович | Сільський голова, 1975 року народження, освіта вища, безпартійний | 31.10.2010   |                 |

Примітка: таблиця складена за даними джерела

## Населення
Згідно з переписом УРСР 1989 року чисельність наявного населення сільської ради становила 1935 осіб, з яких 911 чоловіків та 1024 жінки.
За переписом населення України 2001 року в сільській раді мешкало 2139 осіб.

### Мова
Розподіл населення за рідною мовою за даними перепису 2001 року:
| Мова       | Відсоток |
| ---------- | -------- |
| українська | 99,16 %  |
| російська  | 0,74 %   |
| молдовська | 0,05 %   |
| угорська   | 0,05 %   |